# 道の駅広瀬・富田城

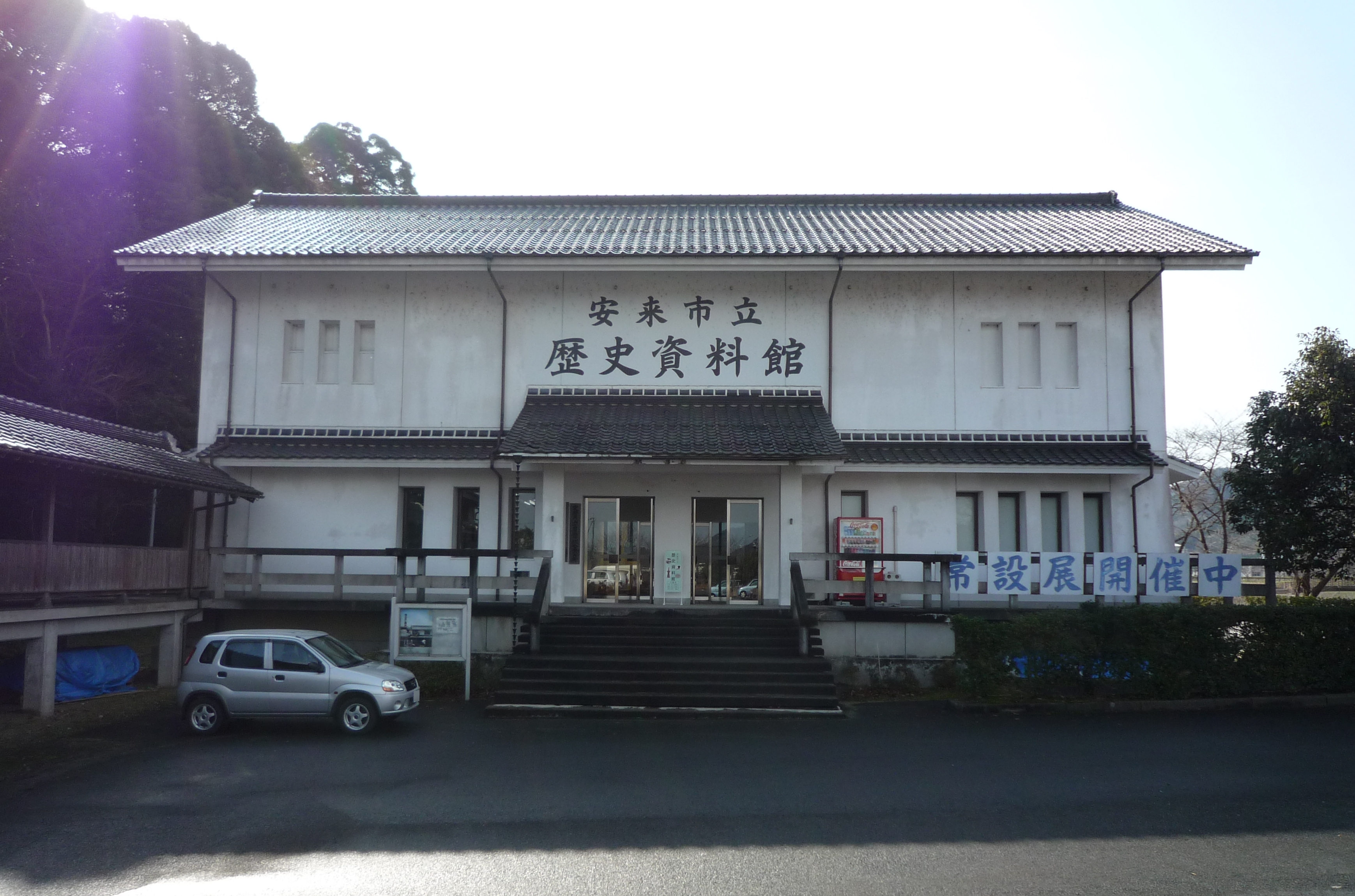
安来市立歴史資料館

道の駅広瀬・富田城（みちのえき ひろせ・とだじょう）は、島根県安来市広瀬町町帳にある島根県道45号安来木次線の道の駅である。
安来市立歴史資料館が併設されている。

## 施設
- 駐車場：50台
  - 普通車：48台
  - 大型車：2台
  - 身障者用：2台
- トイレ
  - 男：大 4器・小 7器
  - 女：7器
  - 身障者用：1器
- 公衆電話：1台
- 喫茶店「藍」 (10:00 - 21:00)
- 売店
- 休憩所
- 情報コーナー

## 休館日
- 毎週水曜日

## アクセス
- 島根県道45号安来木次線 - 登録路線
  - 島根県道102号米子広瀬線 - 県道45号重複
  - 島根県道180号広瀬荒島線 - 県道45号重複
- 国道432号

## 周辺
- 月山富田城